# T Coronae Borealis

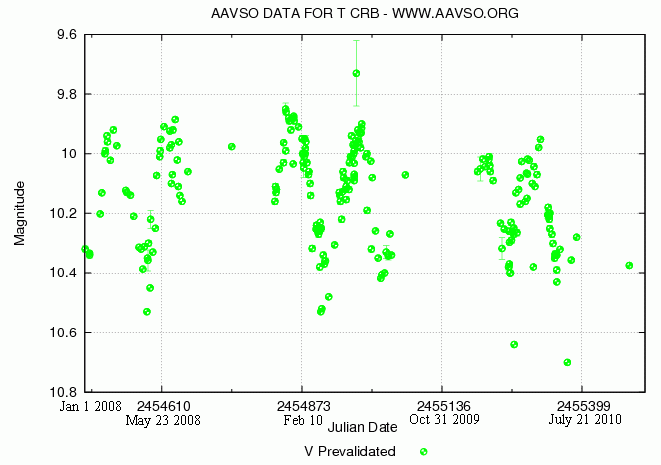
Lichtkromme van de Rode reus tussen erupties

T Coronae Borealis is een met het blote oog meestal niet zichtbare ster in het sterrenbeeld Noorderkroon (Corona Borealis).
De ster is een zogenaamde recurrente nova, een nova die zich herhaalt. Tot op heden zijn er twee uitbarstingen waargenomen, in 1866 en in 1946, waarbij de helderheid toenam tot de tweede respectievelijk derde magnitude. Mogelijk zijn ook uitbarstingen waargenomen in 1217 en 1787.
Het mechanisme achter dit opvlammen is waarschijnlijk dat een witte dwerg en een rode reus in een zo nauwe baan om elkaar heen draaien, dat de witte dwerg voortdurend materie van de rode reus wegtrekt, die zich ophoopt in een platte roterende accretieschijf rond de witte dwerg. De witte dwerg is in dit specifieke geval relatief zwaar, zijn massa is misschien maar één of twee procent minder dan de Chandrasekhar-limiet.
Na verloop van tijd worden druk en temperatuur in de accretieschijf zo hoog, dat er een kernreactie op gang komt waarbij waterstofkernen fuseren tot helium. Deze reactie verloopt explosief, en het grootste deel van de accretieschijf wordt hierbij weggeblazen. De explosie is zichtbaar als de nova-uitbarsting.
Het precieze helderheidsverloop van de nova wordt bepaald door
1. de straling die wordt opgewekt bij de kernreacties in de accretieschijf;
2. de helderheid van de rode reus (normaliter de helderste component van de dubbelster);
3. weerkaatsing van licht van de nova tegen de rode reus;
4. onderlinge bedekkingen van de accretieschijf en de rode reus.

Als de massastroom van rode reus naar witte dwerg gelijkmatig zou verlopen, in een cyclus van ongeveer 80 jaar, kan binnenkort weer een uitbarsting verwacht worden. Dit is echter niet zeker.